# Marko Stabej
Marko Stabej (Ljubljana, República Federal Socialista de Iugoslàvia, 11 de juny de 1965) és un lingüista i professor universitari eslovè.
És professor del Departament d' Estudis Eslovens, Facultat de Lletres, Universitat de Ljubljana. Ha estat professor visitant a la Universitat de Viena, la Universitat de Maribor, la Universitat de Celovec/Klagenfurt (Àustria), la Universitat de Zagreb (Croàcia) i la Universitat de Primorska (Eslovènia).

## Vida i obra
El 1990 es va llicenciar en filologia eslovena i literatura comparada, obtenint el títol de professor d'estudis eslovens i literatura comparada. Després, el 1994, es va acabar els estudis de postgrau en llenguatge poètic eslovè de la primera meitat del segle XX i, l'any 1997 es va doctorar amb la tesi Llenguatge poètic eslovè entre Prešeren i la literatura contemporània, obtenint així el títol de doctor.
Els seus interessos de recerca inclouen sociolingüística històrica i contemporània, estudis textuals, lingüística d'estil i lingüística de corpus.
Va ser coeditor del corpus de referència de la llengua eslovena FIDA (1998-2000).
Cap del projecte El Llindar de Comunicació en eslovè (2000-2003, publicat el 2004), del projecte de recerca aplicada Recursos lingüístics per l'eslovè (2003-2005) i del projecte Xarxa eslovena de corpus (2004-2006).
Com a representant de la Universitat de Ljubljana, va participar en el projecte Dylan dins del 6è Programa Marc de la UE (2006-2011), que tractava aspectes clau del multilingüisme a la UE.
Del 2009 al 2011, va formar part del grup nacional per a la preparació del Llibre blanc l'educació.
Sovint pensa en veu alta sobre l'eslovè i la llengua en general: per exemple, va ser molt popular el seu "Servei matinal de llengua" de la Ràdio 1 d’Eslovènia. Va fer una col·laboració a la ràdio durant més de sis anys cada segon dimecres de mes. Explicava als oients la realitat gramatical eslovena i altres qüestions i problemàtiques del camp de la gramàtica.
El tema principal de la seva recerca són les dimensions socials del llenguatge tant en el passat com en l’actualitat.
Va recopilar les seves discussions científiques i professionals sobre el tema al llibre "V družbi z jezikom" [En societat amb la llengua] (Trojina, 2010).
El seu segon llibre, "Naj gre za jezik" [Que vagi de llengua" va ser una gran èxit, que consta de 42 enginyoses reflexions sobre el llenguatge.
A Marko Stabej també li agrada estar artísticament en companyia del llenguatge. "Medved Edvard" [L'os Edvard] és una col·lecció de contes enginyosos (Celjska Mohorjeva družba, 2009).
A més de la seva tasca professional amb el llenguatge, també empra la llengua de manera artística com a autor del conegut grup de música Melanholiki [Els Malencònics], del qual també n'és cantant.
- Gravacions de conferències

- Llistat de lingüistes eslovens

## Obres importants
- Slovenščina kot tuji jezik (2005)[Eslovè com a llengua estrangera]
- Uvod v korpusno jezikoslovje (2005) [Introducció a la lingüística del corpus]
- V družbi z jezikom (2010) [Amb societat amb la llengua]
- Korpusi usvajanja tujega jezika (2012) Corpus d’adquisició de llengües estrangeres
- Naj gre za jezik (2017) [Que vagi de llengua]